# Igor Luther
Igor Luther (* 5. August 1942 in Banská Bystrica; † 7. Juni 2020 in Rijeka, Kroatien) war ein slowakischer Kameramann, der überwiegend in Deutschland tätig war.

## Leben
Igor Luther wurde an der Filmhochschule in Prag ausgebildet und war ab 1967 als Chefkameramann verantwortlich tätig. 1968 kam er in die Bundesrepublik Deutschland. Sehr rasch avancierte er zu einem der führenden Bildgestalter des neuen deutschen Films. Er arbeitete für Regisseure wie Michael Verhoeven, Ulrich Schamoni, Volker Schlöndorff, Douglas Wolfsperger und Andrzej Wajda. Den Deutschen Filmpreis in der Kategorie Beste Kamera gewann Luther 1972 für Eins und 1977 für Die Eroberung der Zitadelle und Der Fangschuß. Er war an mehr als 100 Produktionen für Film und Fernsehen beteiligt.

## Filmografie (Auswahl)
- 1968: Der Lügner (L’Homme qui ment)
- 1968: Sommersprossen
- 1969: Vögel, Waisen, Narren (Vtackovia, siroty a blazni)
- 1970: o.k.
- 1970: Wer im Glashaus liebt … Der Graben
- 1971: Eins
- 1971: Sparks in Neu-Grönland
- 1972: Pilatus und andere – Ein Film für Karfreitag
- 1973: Chapeau Claque
- 1973: Sonja schafft die Wirklichkeit ab oder… ein unheimlich starker Abgang
- 1975: MitGift
- 1976: Der Fangschuß
- 1976: Drei Wege zum See
- 1976: Slavers – Die Sklavenjäger
- 1977: Die Eroberung der Zitadelle
- 1978: Die Blechtrommel
- 1978: Zwischengleis
- 1979: Der Tote bin ich
- 1980: Das Traumhaus
- 1980: Der Kandidat
- 1981: Die Fälschung
- 1981: Berlin Tunnel 21
- 1981: Fürchte dich nicht, Jakob!
- 1982: Danton
- 1982: Krieg und Frieden
- 1982: Parsifal
- 1983: Eine Liebe in Deutschland
- 1983–1985: Via Mala (TV)
- 1986: Abschiedsvorstellung
- 1987: Der Joker
- 1989: Die Geschichte der Dienerin
- 1990: Gavre Princip – Himmel unter Steinen
- 1992: Michael Nymans Songbook
- 1992: Inge, April und Mai
- 1993: Das Ei ist eine geschissene Gottesgabe
- 1993: Trip nach Tunis
- 1994: Nacht der Frauen
- 1994: Tot auf Halde
- 1995: Drei in fremden Betten
- 1996: Tod im kalten Morgenlicht (The Cold Light of Day)
- 1997: Portrait eines Richters
- 1998: Requiem für eine romantische Frau
- 1999: Der Kardinal – Der Preis der Liebe (TV)
- 2001: Stern der Liebe
- 2001: Suriyothai – Die Kriegsprinzessin
- 2002: Ich habe es nicht gewollt – Anatomie eines Mordfalls
- 2004: Die Blutritter
- 2005: War’n Sie schon mal in mich verliebt?
- 2006: Der lange Weg ans Licht
- 2007: Frei: gespielt – Mehmet Scholl: Über das Spiel hinaus
- 2014: Wiedersehen mit Brundibar